# Meditació taoista
La meditació taoista s'assembla en certs punts a les d'altres religions orientals. Agrupa, en tot cas, diverses pràctiques, com exercicis de respiració, concentració, visualització, la meditació interior perllongada i la contemplació. Meditar sobre els Tres Purs i el seu simbolisme és un exercici reconegut, per exemple. Asseure's i oblidar (zuowang 坐忘; pinyin: zuòwàng) o el dejuni de l'esperit (xinzhai 心齋) són termes utilitzats en la meditació taoista.
Es poden observar cinc etapes :
- estar i calmar el cos
- calmar l'esme
- concentrar-se, sobre una part del cos com entre els dos ulls sobre una deitat
- buidar l'esperit
- assolir la llibertat i l'alegria interiors.

Algunes d'aquestes etapes es troben en el budisme, el ioga, el cristianisme i mateix sufisme.